# Itàlia sota domini estranger
Itàlia sota domini estranger és el període de la història d'Itàlia que ve caracteritzat per l'hegemonia dels Habsburg espanyols (1559-1713) i després pels Habsburg d'Àustria (1713-1796).

## Economia i societat
Després de les crisis demogràfiques de la segona meitat del segle xiv, Itàlia, juntament amb la resta d'Europa occidental, es va recuperar espectacularment: entre 1400 i 1600 la població italiana gairebé es va duplicar, passant al voltant de set milions a prop de tretze milions. Itàlia era la regió més urbanitzada a Europa occidental, però encara el 88 % de la població era rural, i, atesa la relativa paritat en les taxes de naixements i defuncions, les ciutats van créixer com a resultat de l'emigració rural. El blat i la llana eren els principals productes agrícoles, i la producció tèxtil de llanes i sedes va continuar sent la principal indústria a les ciutats. L'augment de població va implicar l'augment de la demanda de productes, que va suposar l'ampliació dels trencaments, però no prou, cosa que va elevar la inflació, afavorida per l'increment del subministrament de plata que procedia del Nou Món, i amb uns malgastadors despeses militars en guerres.
A la fi del segle xvi, el creixement demogràfic es va aturar, la producció agrícola i les indústries urbanes van entrar en crisi en la dècada de 1610, aconseguint el seu punt més baix al voltant de 1650. L'agricultura intensiva mantenia les grans ciutats, però un excessiu desenvolupament a terres improductives, l'esgotament del sòl i la manca de finançament van oprimir la població. La fam va persistir a Itàlia durant tota la dècada de 1590, la pesta va afectar el nord italià en 1630-1631i va reduir la població de forma general en un quart, però grans ciutats de Milà i Gènova van perdre fins a la meitat de la seva població. Amb l'augment de població i de mà d'obra al segle xvi s'havien reduït els salaris, però amb la crisi demogràfica del segle xvii els salaris van apujar i els preus van baixar. A més, la Guerra dels Trenta Anys entre 1618-1648 a Europa i la guerra dels otomans i perses a Orient en 1623-1639 van interrompre l'important mercat d'exportació italià. A les ciutats, la producció de llana va caure un 50 % a la dècada de 1620 i posteriorment gairebé va desaparèixer, encara que la producció de seda es va mantenir, però en definitiva les activitats comercials i bancàries es van restringir. Les ciutats van disminuir la seva activitat econòmica i van deixar d'atreure immigració, de manera que van deixar de créixer.
Aquesta involució econòmica del segle xvii va afavorir la inversió en propietats territorials i les rendes per sobre del comerç i la indústria. Les importacions del nord-oest europeu a preus més baixos van frenar el desenvolupament industrial, els gremis es van oposar al canvi tecnològic i organitzatiu, i els mercaders per escapar a les regulacions gremials van afavorir la implantació del sistema Putting-out, que transferiu la producció industrial urbana al camp. El capital es va traslladar del sector industrial a la producció agrícola de cultius comercials com l'oli d'oliva, el vi i la seda salvatge, de manera que el nombre d'artesans i mercaders urbans va disminuir mentre que la dels pagesos analfabets va augmentar, i la noblesa terratinent va intensificar el seu poder.
Des de la dècada del 1730 les fams i les epidèmies van remetre, i afavorit per l'increment de producció la població va començar a créixer. Seguint la tendència del segle xvii, la inversió a la terra va afavorir l'augment de la producció que va afavorir el creixement demogràfic. Tot i que la població a Itàlia entre el 1700 i el 1800 va augmentar al voltant d'un terç, a divuit milions, a la resta d'Europa la població va créixer el doble respecte d'aquesta proporció. El comerç atlàntic va provocar l'estancament de la Mediterrània, el comerç exterior d'Itàlia va disminuir i les seves exportacions van passar de ser de valuosos productes manufacturats a matèries primeres relativament barates, com a productes agrícoles, i també de productes semielaborats, i es va convertir en un importador de productes industrials acabats. Les economies urbanes van ser incapaces d'augmentar la seva participació en el producte econòmic i el relatiu estancament demogràfic i econòmic va evitar un desenvolupament ple d'una revolució agrària o industrial durant el segle xviii, quedant limitat a les reformes dels governants il·lustrats. L'aristocràcia va mantenir el control hegemònic de la política i l'economia, dominant la propietat de la terra i controlant les institucions. Les zones rurals, on vivia el 90 % de la població, van incrementar la seva població principalment al segle xviii, però paral·lel al creixement de població els salaris van disminuir, la qual cosa va deteriorar el seu nivell de vida, mentre que a les ciutats les institucions públiques i benèfiques van estabilitzar la situació de la població urbana. Malgrat tot, els pobres havien de representar entre un 40 i 50 % de la població al segle xviii.

## Reichsitalien
Cap a meitat del segle xvi els territoris italians al nord dels Estats pontificis i a excepció de Venècia, seguien formant part de l'Imperi. La Itàlia imperial (Reichsitalien) abastava una àrea al voltant de 65.000 km², del nord del nord i centre italià, el territori del qual depenia de l'Emperador, i era també part de l'estructura feudal del Reich: els principats de Toscana, Milà, Savoia, Màntua, Mòdena, Reggio, Massa, Montferrato, Parma, Piacenza, i Mirandola, les repúbliques de Gènova, Lucca, i uns 200-300 petits feus, en dependència directa de l'emperador, com els cavallers imperials de Piemont, o famílies comtals reichsfrei com els Malaspina, interessats a conservar el seu enllaç amb l'Emperador per contrarestar les apetències dels seus poderosos veïns circumdants. Amb l'excepció de Savoia, cap d'aquests territoris no es va incloure dins de l'estructura de cercles imperials (Reichskreise), i fins i tot la pertinença de Savoia en el cercle de l'Alt Rin va romandre tènue, doncs no va exercitar el seu vot des del segle xvii.
El poder de l'emperador a la Itàlia imperial consistia en la concessió de dignitats i privilegis a territoris i vassalls, i en la subjecció dels senyors davant del Consell Àulic. A través del Consell Àulic (Reichshofrat) la suprema Tall administrativa, feudal i constitucional establerta a Viena, l'emperador podia intervenir directament al govern dels territoris del Reich, i era més barat, més ràpid i més decisiu acudir al Consell Àulic que a la Cambra Imperial (Reichskammergericht), dominada pels Estats imperials i en què els seus membres reflectien els interessos contraposats dels mateixos Estats. El Consell Àulic tenia jurisdicció d'apel·lació concurrent amb la Cambra Imperial en tots els casos i els assumptes que tenia sota jurisdicció exclusiva van ser: processos feudals relatius als feudataris immediats de l'emperador, apel·lacions dels dominis hereditaris de l'emperador, i tots els assumptes concernents a la jurisdicció imperial a Itàlia. Per tant, els territoris del Reichsitalien eren ocupats pel Consell Àulic sense interferència de la Cambra Imperial, ocupant-se d'aspectes relatius a la investigació de vassalls italians, disputes sobre la possessió d'un feu, conflictes fronterers, processos de confiscació de feus, i en general qualsevol mena de disputa relativa als Feuda Imperialia, com el tribunal d'apel·lació més alt per a tot el regne d'Itàlia, i de fet tenia una secció en llatí, amb el seu propi secretari (Reichshofratssekretär), que s'ocupava majoritàriament dels casos italians, i també un fiscal (Reichshoffiskal) que s'encarregava de rastrejar els drets imperials.

## L'hegemonia espanyola
Després de la pau de Cateau-Cambrésis, Espanya va establir la seva supremacia a Itàlia. El seu artífex havia estat l'emperador Carles V, quan va concedir al seu fill Felip la investidura del ducat de Milà, que es va sumar a la possessió de Nàpols, Sicília i Sardenya, en assumir Felipe la Corona espanyola al gener de 1556. En aquest mateix any, el rei espanyol va crear el Consell d'Itàlia per als assumptes dels territoris de Nàpols, Sicília i Milà, la qual cosa complicava la posició imperial al nord d'Itàlia, ja que Espanya buscava establir la seva pròpia xarxa de dependències a costa del control imperial i papal, amb la finalitat de garantir l'aprovisionament dels Països Baixos i assegurar-se accessos directes al mar, Espanya es va convertir així en un poder feudal italià, cosa que va resultar que els territoris italians van dependre de la política espanyola, així per exemple, després de la guerra de Siena, el rei espanyol va investir el 1557 Cosme de Mèdici amb Siena com una subinfeudització, reservant-se l'espanyol els Presidis de Toscana.
La feblesa imperial contrasta amb la presència espanyola a Itàlia. L'emperador no tenia una base territorial a Itàlia, amb la qual cosa estava limitat a ser el suzerà feudal dels territoris del Regne d'Itàlia, allò que acceptava en la capitulació imperial (Wahlkapitulation), i, per tant, tenia el dret d'investidura. No obstant això, malgrat la supremacia espanyola a Itàlia, els territoris italians al nord dels Estats pontificis i amb excepció de la República de Venècia, seguien formant part de l'Imperi, i els emperadors no van renunciar a les seves prerrogatives. Així doncs, si bé al març de 1556 l'emperador Carles V va fer al seu fill Felip, i als seus successors, vicari perpetu de l'Imperi a Itàlia, en 1558 el rei espanyol va sol·licitar al seu oncle l'emperador Ferran I la investidura oficial com a vicari general de l'Imperi a Itàlia, però la qüestió va ser rebutjada subtilment per l'emperador, ja que la seva acceptació hauria suposat de fet la pèrdua imperial a Itàlia, de manera que va condicionar el vicariat a la presència forçosa del rei espanyol a Itàlia, i al possible conflicte que podia originar-se a l'Imperi.
En el Regne d'Itàlia l'emperador romania com el suzerà dels 250-300 grans i petits feus, on els llaços feudals s'havien convertit en la forma principal de feudalisme. Va ser l'emperador Carles V va ser el principal arquitecte d'aquesta refeudalització imperial, i així va investir a Alexandre i a Cosme de Mèdici com a ducs de Florència, en 1545 va crear el ducat de Parma per al fill del papa Pau III, i a Federic II Gonzaga li va elevar a duc de Màntua en 1530, el seu descendent Guillem I Gonzaga va rebre de Rodolf II en 1575 la investidura del ducat de Monferrato.
L'emperador romania com el suzerà dels 250-300 grans i petits feus italians. Els vincles feudals van ser el principal mitjà perquè els grans poders exercissin el seu control a Itàlia, i l'emperador Carles V va ser el principal arquitecte d'aquesta refeudalització imperial, i els successius emperadors van confirmar aquesta tendència. Així, Carles V va investir a Alexandre i a Cosme de Mèdici com a ducs de Florència, en 1545 va crear el ducado de Parma per al fill del papa Pau III, i a Federic II Gonzaga li va elevar a duc de Màntua en 1530, a qui se li va afegir la investidura del marquesat de Montferrato el 1536, territori que seria elevat a ducat per l'emperador Maximilià II el 1574.
En 1569, el duc de Florència Cosme de Mèdici va obtenir del papa Pius V el títol de Gran duc de Toscana, però en ser territori imperial no va rebre reconeixement internacional fins que l'emperador Maximilià II d'Habsburg Maximilià II va atorgar la investidura en 1575 al seu fill Francesc I de Mèdici a canvi de 100.000 ducats. D'altra banda, el papat va assumir el control directe del Ducat de Ferrara el 1598 i el d'Urbino el 1626, amb la qual cosa després de la pèrdua de Ferrara, César I d'Este va obtenir la investidura del ducat de Mòdena com a feu imperial de l'emperador Rodolf II.
La investidura del marquesat de Finale va ser un conflicte que va implicar a la família Del Carretto, titulars expulsats del marquesat; l'Emperador, que donava suport als seus drets; Espanya, que volia impedir la presència d'un poder hostil ia més a més assegurar-se un port per al Milanesat; i de Gènova, que considerava Finale com a part del seu territori i volia impedir la presència d'un port rival a Gènova. Espanya va ocupar temporalment Finale el 1571, per impedir la intervenció de França, el que va provocar el malestar de l'emperador Maximilià II i fricció diplomàtica amb el seu cosí rei Felip II d'Espanya, que no obstant, va reconèixer la suzerania de l'Emperador i un comissari imperial va passar a administrar el territori. En 1602, havent adquirit anteriorment els drets de la família Del Caretto, les tropes espanyoles es van apoderar de Finale, però no va ser reconegut pels emperadors, fins que en el Tractat d'Oñate de 1617, pel qual el rei Felip III d'Espanya renunciava a l'herència de l'emperador Maties, el rei espanyol va obtenir, entre d'altres, la promesa d'investidura de Finale, que es va dur a terme el 1619. El marquesat de Finale va quedar en poder espanyol fins que el 1713 la República de Gènova va comprar el marquesat a l'emperador Carles VI, ja que era el pretendent al tron espanyol com a Carles III.
Distanciada dels vaivens de la política europea de Felip II, la situació italiana va variar poc fins a la Guerra dels Trenta Anys (1618-1648). El duc Manuel Filibert de Savoia va obtenir dels reis de França a la segona meitat del segle xvi, els territoris que aquests encara retenien a Piemont, i el seu fill el duc Carlos Manuel I de Savoia va emprendre una política més expansiva enfrontant-se contra França, resolt en el Tractat de Lió (1601) amb Enric IV de França, en què Savoia va afegir al seu territori el marquesat de Saluzzo, de manera que es va tancar per al monarca francès una porta d'entrada fàcil a Itàlia, a més aquest tractat va impedir l'aliança del gran duc Ferran de Mèdici amb el rei francès per intentar sacsejar-se de la tutela espanyola. No obstant això els intents del duc Carles Manuel I de Savoia per incorporar el ducat de Monferrato van fracassar, l'emperador i el rei d'Espanya es van manifestar a favor dels drets del Ferran Gonzaga i l'exèrcit de Savoia, amb reforços de Venècia, França i protestants alemanys va ser derrotat per Espanya, que va imposar la pau de Pavia (1617)
La Guerra dels Trenta Anys va ser aprofitada per França per intervenir de nou a Itàlia a la Guerra de la Valtelina (1623-1626), ia la Guerra de Successió de Màntua (1628 -1631). La Casa Gonzaga, que ostentava el ducat de Màntua, va obtenir la investidura del marquesat de Montferrato de l'emperador Carles V en 1536, després de l'extinció la línia masculina al marquesat tres anys abans i Montferrato va ser elevat a ducat per l'emperador Maximilià II el 1573. El 1627 es va extingir la descendència directa dels Gonzaga, moment aprofitat per l'emperador Ferran II d'Habsburg i el Cardenal Richelieu per promocionar els seus candidats respectius, Ferran II Gonzaga (ascendit el 1621 a duc de Guastalla per l'emperador Ferran II) i Carles I de Gonzaga-Nevers. L'emperador va reclamar Màntua i Montferrato com a feus imperials, mostrant la vigència dels drets imperials de l'emperador com a suzerano del Regne d'Itàlia a veure amenaçada la seva posició per França, els espanyols van intervenir en el seu suport, i els francesos van envair Savoia i Piemont. El Consell privat de l'Imperi (Geheimer Rat) es va disgustar amb la intervenció francesa ja que buscava debilitar la posició de l'Emperador al Regne d'Itàlia, però la campanya de Carles de Nevers sobre Cremona va ser el catalitzador per organitzar un exèrcit imperial per garantir l'autoritat imperial al Regne d'Itàlia.
La mediació del papa Urbà VIII va produir el tractat de Cherasco (1631), en un acord públic amb l'emperador, Carles I de Gonzaga-Nevers, va obtenir la investidura del ducat, mentre que amb un tractat privat es va assegurar el Pinerolo i Casale per a França a costa de Savoia, cosa que suposava una porta directa d'accés de França a Itàlia. Savoia va entrar a l'òrbita i aliança francesa, el que es va materialitzar a partir de l'entrada de França a la Guerra dels Trenta Anys el 1635, patint al seu territori els vaivens de la guerra entre Espanya i França.
Tot i que la Pau de Westfàlia (1648) va deixar a l'emperador davant una sobirania fragmentada a l'Imperi, durant el regnat de l'emperador Leopold I es va produir una recuperació imperial amb la transformació de l'emperador en una figura internacional, la contribució dels territoris de l'Imperi a un exèrcit imperial comú, així com la intensificació dels drets feudals imperials al Regne d'Itàlia, aprofitant la contínua debilitat espanyola, sobretot amb posterioritat al 1659.
La política expansiva del rei Lluís XIV de França emprant les Cambres de Reunió (tribunals que designaven els territoris a ocupar per França per haver-ne depès en alguna ocasió) va frustrar els intents espanyols de restablir la seva anterior influència, deixant la zona en dependència d'Àustria després de 1682. Els oficials espanyols a Milà cooperaven amb els esforços austríacs per reviure la influència imperial, mentre un nombre creixent de nobles italians van entrar al servei dels Habsburg austríacs en preferència d'Espanya o del Papa. Els intents imperials a la dècada de 1690 de renovar els juraments de fidelitat dels vassalls italians de l'emperador van trobar una resposta entusiàstica inesperada. Itàlia va arribar a ser un important terreny de reclutament per a l'exèrcit austríac, i el príncep Eugeni de Savoia va recaptar significatives contribucions per a l'esforç imperial de guerra dels vassalls italians. L'emperador estava representat per legacions permanents a Roma, Milà, Pisa i Pavia, i els seus oficials tenien una funció similar a la infraestructura d'un cercle imperial a Alemanya respecte de la coordinació en èxits comuns com a alleujar la carestia.
La formació de la Lliga d'Augsburg en 1686 per aturar l'expansionisme francès, va motivar l'acostament del duc de Savoia cap a l'emperador Leopold, encara que inicialment perquè li atorgués suzerania sobre uns petits feus a Le Langhe. En un període de reassumpció de l'autoritat imperial al Regne d'Itàlia, el duc de Savoia, com a membre de l'Imperi podia esperar protecció l'emperador i com a agent de l'Emperador podia buscar prebendes en forma de dignitats o feus. D'aquesta manera, amb la guerra va esclatar en 1688 i Víctor Amadeo inicialment va seguir els manats francesos. La revolta dels Valdense i la investidura imperial dels feus de Le Langhe van motivar la intervenció directa francesa el 1690, atesa la posició estatègica de Savoia entre França i el Regne d'Itàlia. L'intervencionisme francès exigia la meitat de l'exèrcit savoià i la ciutadella de Torí, el que va ser respost amb la declaració de guerra a França quan el Duc va haver assegurat l'aliança amb Espanya i l'Emperador, i més tard amb els governs angloholandesos. La intervenció francesa era secundària a la guerra, animada per protegir una invasió per la seva frontera sud-est i obtenir avantatges locals. Mentre que per a l'Emperador suposava expandir la seva influència al nord d'Itàlia renovant reclamacions de suzerania sobre feus imperials italians així com demandes de contribucions de guerra dels vassalls imperials. L'aliança imperial a Savoia va ser poc efectiva, i el territori va ser devastat pels exèrcits en lliça, generant fam i carestia. Això unit al fet del creixement de la presència imperial a Llombardia seria el factor principal que va motivar la sortida de Savoia de l'Aliança obtenint el Pinerolo, mentre que Casale quedava neutralitzat per al duc de Màntua. Itàlia va quedar fora de la guerra dos mesos després el 7 d'octubre de 1696 a la treva de Vigevano.
El període de l'hegemonia espanyola es va caracteritzar per una regressió general, el territori va patir l'estat de guerra de la monarquia espanyola i va ser sotmès a una tributació elevada. Per obtenir diners, els funcionaris espanyols van vendre terres, títols de noblesa, i privilegis a una rica elit italiana, cosa que va provocar l'abandonament del comerç. La decandència de la producció industrial va produir una regressió industrial i va forçar la importació de productes ja elaborats del nord d'Europa, i les exportacions per a matèries primeres van quedar. L'acumulació de riquesa en els propietaris de terres va generar més pobresa als camperols. La influència espanyola va consolidar la Contrareforma i amb això la persecució d'idees considerades herètiques i va provocar exili d'intel·lectuals i artistes.

## La disputa entre les Cases d'Habsburg i de Borbó

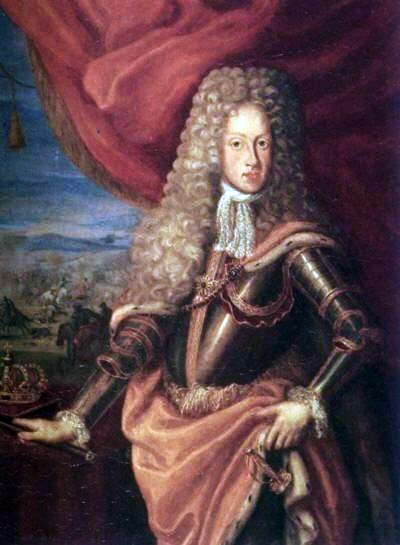
L'emperador Josep I va restaurar l'autoritat imperial en el Reichsitalien.

La Guerra de Successió Espanyola (1701-1715), va suposar el recolzament definitiu de la intervenció imperial a Itàlia. Davant el suport inicial del duc de Savoia als Borbons, va ser reclamat per l'emperador Leopold a comparèixer el 1701 davant el Consell Àulic resultant el canvi de bàndol el 1703 a favor dels Habsburg.
En 1705, va morir l'emperador Leopold I, i li va succeir el seu fill Josep I, però el nou emperador, conscient de les prerrogatives de l'emperador enfront de les ingerències del pontífex, no tenia una bona disposició davant la Santa Seu. En 1706, José I va emprendre la conquesta d'Itàlia, l'exitós desenllaç del Setge de Torí va permetre a les tropes imperials comandades pel príncep Eugeni de Savoia i comte Daun, conquerir Milà, posar en retirada a les tropes franceses i espanyoles, i eliminar la xarxa rival feudal espanyola; l'Emperador va investir al seu germà Carles amb del ducado de Milà com feu imperial, i al duc de Savoia amb Valenza, Alexandria, Lumellina i Val de Sesia. El següent pas va ser la conquesta de Nàpols l'any següent, per la qual cosa va haver de travessar els Estats Pontificis, però no emprant la ruta més curta, sinó la més propera a Roma, per intimidar o humiliar el Papa. L'emperador Josep I, lliure de la ingerència espanyola, va intentar fer renéixer els drets de l'imperi sobre els grans feus d'Itàlia usant les seves prerrogatives imperials per consolidar la seva autoritat sobre Itàlia i intensificar els llaços feudals, consolidant la presència Habsburg a Itàlia, que va romandre fins al període Napoleònic. Els territoris costaners de Gènova, Toscana, Lucca i Massa van haver de pagar una contribució monetària, mentre que les zones interiors de Mòdena, Màntua, Mirant-la, Parma i Guastalla es van assignar per acantonar les tropes austríaques. L'autoritat dels Habsburg es va reforçar amb la intervenció del Reichshofrat enfront dels ducs proborbònics: l'emperador va desposseir el 1707 al duc de Màntua, Ferran Carles Gonzaga, atorgant posteriorment Montferrato al duc de Savoia, i Bozzolo i Sabbioneta al duc de Guastalla, Vincenzo Gonzaga; el 1709, va desposseir el duc de Mirandola, Francisco Maria Píccolo, que va vendre tres anys més tard al duc de Mòdena Rinaldo d'Este. Amb la seva autoritat confirmada al nord i les seves tropes en possessió del sud, l'emperador Josep va procedir contra el papa Clement XI (1700-1721), ja que no havia reconegut les adquisicions dels Habsburg. i així volia assegurar-se l'adscripció del pontífex a la Gran Aliança.
La butlla d'excomunió contra les tropes imperials que extraguessin contribucions del clergat del ducat de Parma va ser el detonant, l'emperador va reclamar la suzerania de les ciutats imperials italianes, i que els ducats de Parma i Piacenza eren antigues dependències del regne d'Itàlia, al que els ducs Farnesi havien rebut la investidura de l'emperador. A més, va confiscar els ingressos eclesiàstics, i es va apoderar de Comacchio. Aleshores el Papa, es va oposar a un ressorgiment de la dominació imperial a Itàlia, va declarar la guerra a l'octubre de 1708 a l'Emperador, i va mobilitzar tropes, però els aliats d'Àustria: Anglaterra i les Províncies Unides van veure aquest front italià com una distracció d'una campanya directa sobre França. Davant l'èxit de la campanya imperial als territoris pontificis, davant el temor d'un nou sac de Roma, la derrota papal a Bondeno, que va permetre l'ocupació imperial de Romanya i les Marques; el Papa va capitular el 1709, acceptant la manutenció de les tropes imperials i reconeixent el germà de l'emperador com a rei d'Espanya obtenint la restauració dels seus territoris ocupats.
L'Emperador va morir en 1711, i el seu germà, el pretendent al tron espanyol com Carles III, va ser triat emperador Carles VI, la qual cosa va propiciar un compromís internacional per acabar la guerra. Els tractats d'Utrecht (1713) i de Baden (1714) van sentenciar l'adjudicació dels regnes de Nàpols i Sardenya (cedida al duc de Savoia a canvi del regne de Sicília pel Tractat de l'Haia, 1720), més el ducat de Milà, el de Màntua i els presidis de Toscana a l'emperador Carles VI (encara llavors reclamant del tron espanyol). D'aquesta manera, després de la Guerra de Successió a Espanya, es va assegurar la presència dels Habsburg a Itàlia, que es va mantenir al llarg del segle XX en competència als interessos borbònics espanyols al territori. Aquest engrandiment d'Àustria a Itàlia va provocar temor a Anglaterra que es reviguessin activament les antigues prerrogatives imperials a Itàlia, i així es va afavorir l'enfortiment de la Casa de Savoia per contrarestar el poder austríac: el tractat d'Utrecht va garantir al duc de Savoia la investidura de Montferrato, Alexandria i València, el territori entre els rius Tanaro i Po, Lomellina, Valsèsia i el Vigevanesco, com a feus de l'imperi, així com el títol de rei de Sicília.
Dempuèi alavetz, l'emperaire foguèt vist coma un contrapès a la influéncia papala e coma un defensor dels territòris febles respecte de las intrusions d'Estats mai poderosos coma Savoia, Toscana o Nàpols. Així, la connexió italiana era important en el prestigi imperial, i des d'Itàlia es mirava Viena o Ratisbona (seu del Reichstag) per a lideratge i assistència, exemples tenim com una delegació italiana dirigint-se a l'emperador Carles VII en 1742, en la qüestió de San Remo en el Reichshofrat contra la república de Gènova a mitjan segle xviii, també l'emperador Josep II va assumir el seu paper a Itàlia amb decrets contra el bandolerisme en 1767, 1777 i 1788, ia fins del segle xviii el Reichstag encara discutia assumptes italians. La noblesa italiana pertanyia al mateix nexe cultural cosmopolita circumscrit a l'Alemanya catòlica, però els nexes van ser tallats amb la dissolució de l'Imperi des de 1801, i no van ser restaurats quan Àustria va recuperar les seves antigues possessions al congrés de Viena de 1815.
La Guerra de la Quàdruple Aliança va reactivar els interessos espanyols a Itàlia, els tractats de l'Haia (1720), de Sevilla (1729) i de Viena (1731) van assegurar la possessió de Carles de Borbó com a duc de Parma i Piacenza després de l'extinció la descendència Farnese, per això el Comissari imperial, Carlo Borromeo Arese, va impedir les pretensions pontifiques sobre els ducats de Parma i Piacenza i va assegurar la successió en Carles de Borbó com a feudatari de l'emperador. Però la Guerra de Successió Polonesa (1733-1735) va canviar la situació italiana, malgrat la pèrdua dels Habsburg de Nàpols i Sicília a favor de Carles de Borbó, l'Emperador va obtenir els ducats de Parma i Piacenza, així com va assegurar al seu gendre (i futur emperador Francesc I) i descendents (fins a 1859) el Gran Ducat de Toscana amb l'extinció de la descendència de la família Mèdici, però per altra banda va tenir pèrdues territorials a Milà (Novara i Tortona) en benefici de Savoia, amb el que va mantenir uns territoris més compactes, que va poder defensar més reeixidament enfront dels envits dels exèrcits borbònics de França-Espanya-Nàpols durant la Guerra de Successió Austríaca (1740-1748). El Tractat d'Aquisgrà (1748) va atorgar els ducats de Parma i Piacenza juntament amb el de Guastalla (en possessió dels Habsburg després de l'extinció de la família Gonzaga en 1746) a l'infant Felip de Borbó.
Finalment, el tractat d'Aranjuez de 14 de juny de 1752, els Habsburg i els Borbons van normalitzar les seves relacions a Itàlia. Davant la mort del rei Ferran VI d'Espanya i la seva successió pel seu germà el rei Carles de Nàpols i Sicília en 1759, les condicions del tractat d'Aquisgrà establien la retrocessió de Parma i Guastalla a Àustria i Piacenza a Savoia, mentre que Felip de Borbó hagués estat rei de Nàpols i Sicília. Tanmateix, un tractat de 3 d'octubre de 1759 no va alterar la situació a Itàlia: la renúncia a la retrocessió de Parma, Piacenza i Guastalla i l'assegurament de la posició de les branques de Borbó-Parma i de Borbó-Dos Sicílies als seus respectius territoris. Des de llavors la situació a Itàlia va quedar fora de l'escenari bèl·lic europeu durant 40 anys, encara que va romandre l'estructura institucional del Reichsitalien fins a les campanyes revolucionàries de França.